# Raiano
Raiano (Raianë in dialetto locale) è un comune italiano di 2 612 abitanti della provincia dell'Aquila, in Abruzzo. Sorge a 390 m s.l.m. nella parte occidentale della Valle Peligna, al km 170 della Strada statale 5 Via Tiburtina Valeria, sul tracciato dell'antico tratturo Celano-Foggia. Il comune fa parte dell'unione dei comuni Terre dei Peligni.

## Origini del nome
Il toponimo è certamente un prediale alla cui base vi è un nome personale non ben identificato, probabilmente Raius o Ravius.

## Storia

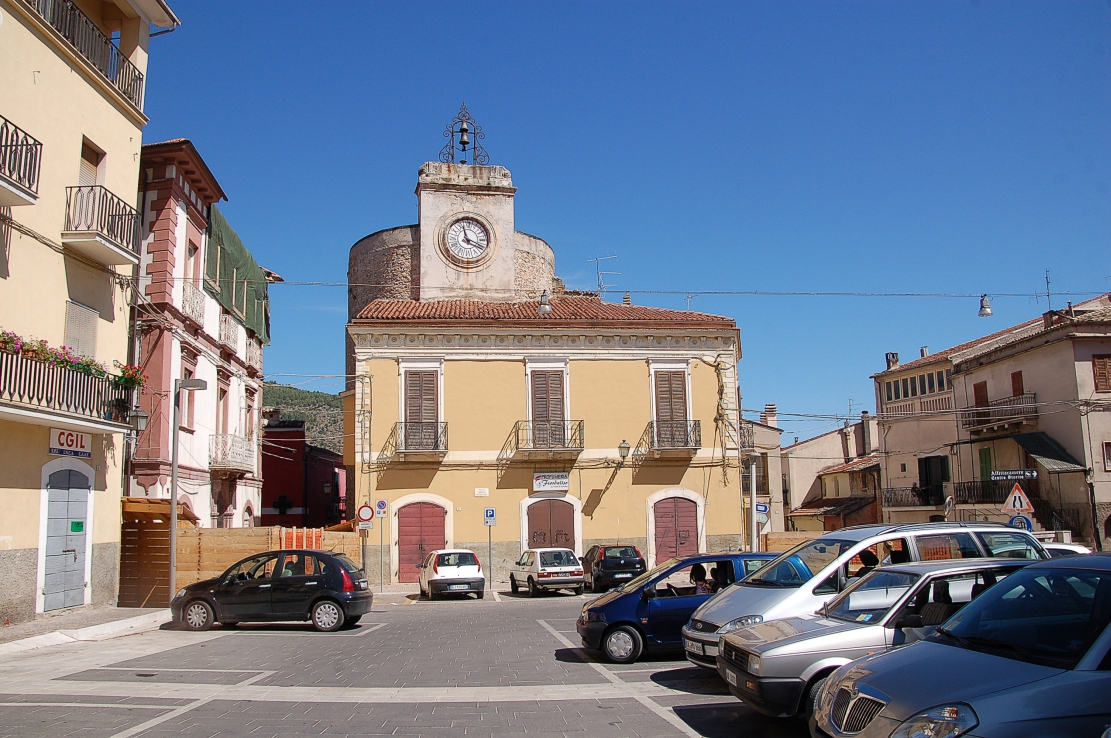
Piazza principale e Torre dell'Orologio

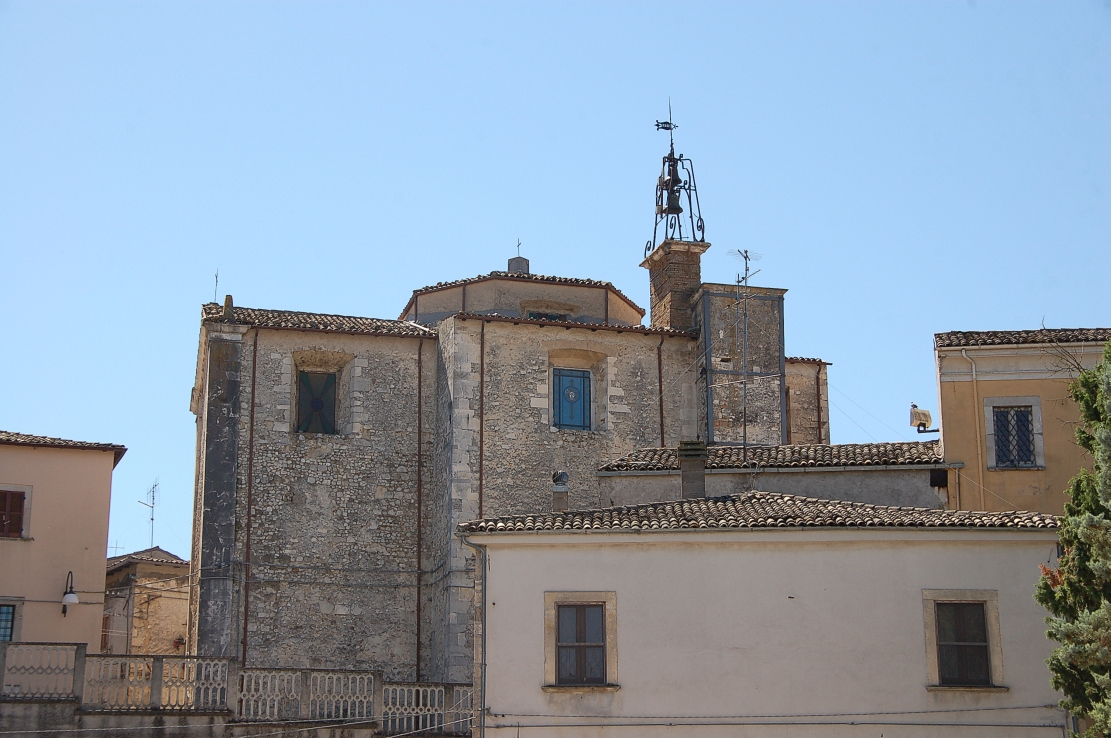
Chiesa della Madonna delle Grazie

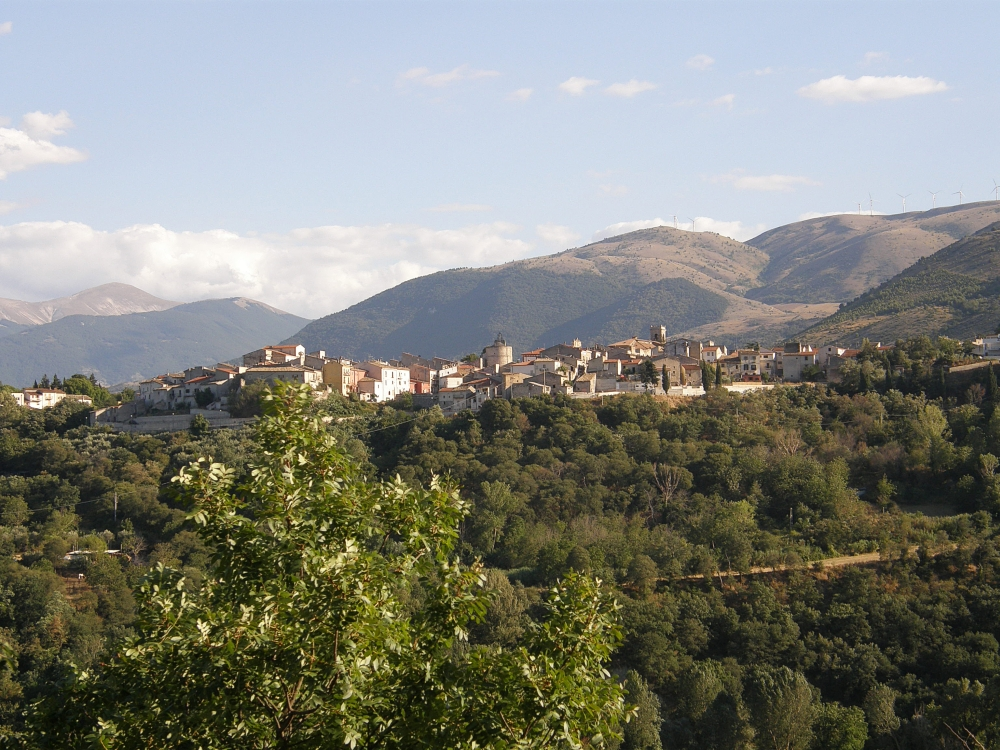
Veduta di Raiano dalla sua valle

Plinio il Vecchio, nella sua Naturalis historia, offre una famosa tripartizione delle genti peligne e dei loro territori: «Paelignorum Corfinienses, Superequani et Sulmonenses».
Per la sua collocazione geografica, alla destra della valle scavata dal fiume Aterno, Raiano ricade nel territorio dei Corfinienses a soli 3 km dai resti dell'antica città italica di Corfinium. Sulla collina del Castellone, sorse nel medioevo la Villa Ragiani o Castrum Radiani, la cui prima notizia certa risale all'anno 872 d.C.. Questo primo nucleo abitato, che nel X secolo ospitò per breve tempo gli imperatori Ottone I ed Ottone III, seguì per tutto il Medioevo le vicende feudali del circostante territorio e del Regno meridionale (soggetto alle successive monarchie normanna, sveva, angioina, aragonese), rivestendo però notevole importanza a causa della sua posizione strategica e di presidio nord occidentale della Valle Peligna lungo il tracciato del vecchio Tratturo Celano-Foggia e l'antica via Tiburtina Valeria.
Il vecchio centro fu abbandonato nella seconda metà del XV secolo in seguito ad eventi tellurici (ad uno di questi forti terremoti è legata la formazione del lago detto "Quaglia"); i suoi abitanti tornarono ad insediarsi più a valle, su una modesta altura ai margini della via Consolare nel punto in cui da essa si separa il Tratturo: nasce così l'insediamento chiamato Raiano Vecchio ("Rajane Uiécchie", espressione attestata in documenti del 1731), coincidente con l'attuale quartiere Sant'Antonio, dal nome dell'antica chiesa ivi esistente dedicata a sant'Antonio abate, compatrono di Raiano.
Sui vicinati stretti ed irregolari (a causa delle gradinate esterne di ingresso alle case, cosiddette Bajitte) si affacciano alcuni palazzi nobiliari ascrivibili, nella loro forma, a dopo il terremoto del 1706. La popolazione di questo borgo si aggirava nel 1532, secondo ricerche di Benedetto Croce, intorno a 800 abitanti, con una punta massima di 1 600 abitanti nel 1648.
Benedetto Croce stesso era solito passare del tempo a Raiano, ospite al palazzo Sagaria Rossi. Oltre a Croce, altri personaggi illustri visitavano la famiglia Sagaria Rossi: Cesare De Lollis, Antonio Anile e l'editore Giovanni Laterza. Quest'ultimo scrisse: «A Raiano ed al palazzo Rossi Sagaria è legata la storia degli "Scrittori italiani"».
L'espansione del paese sulla pianura circostante si svolse dapprima in prossimità del vecchio nucleo abitato, attorno a costruzioni preesistenti come la Torre dell'Orologio e la quattrocentesca chiesa di Santa Maria (poi divenuta la chiesa parrocchiale di Santa Maria Maggiore), per poi seguire le direttrici della via Tiburtina e dell'antico Tratturo, ai margini dei quali sorsero nel XVII secolo i due conventi dell'Ordine dei francescani, il primo dei padri osservanti minori detti zoccolanti (ex sede del municipio), il secondo dell'Ordine dei frati minori cappuccini.

## Monumenti e luoghi d'interesse

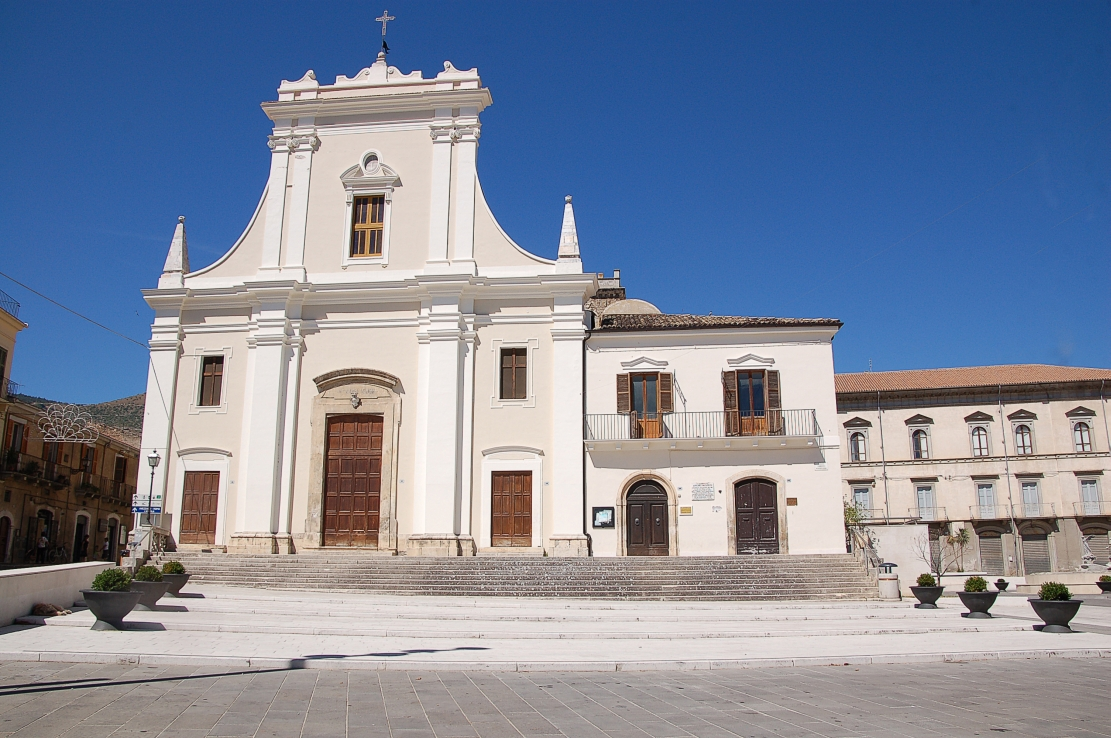
Chiesa di Santa Maria Maggiore

### Architetture religiose

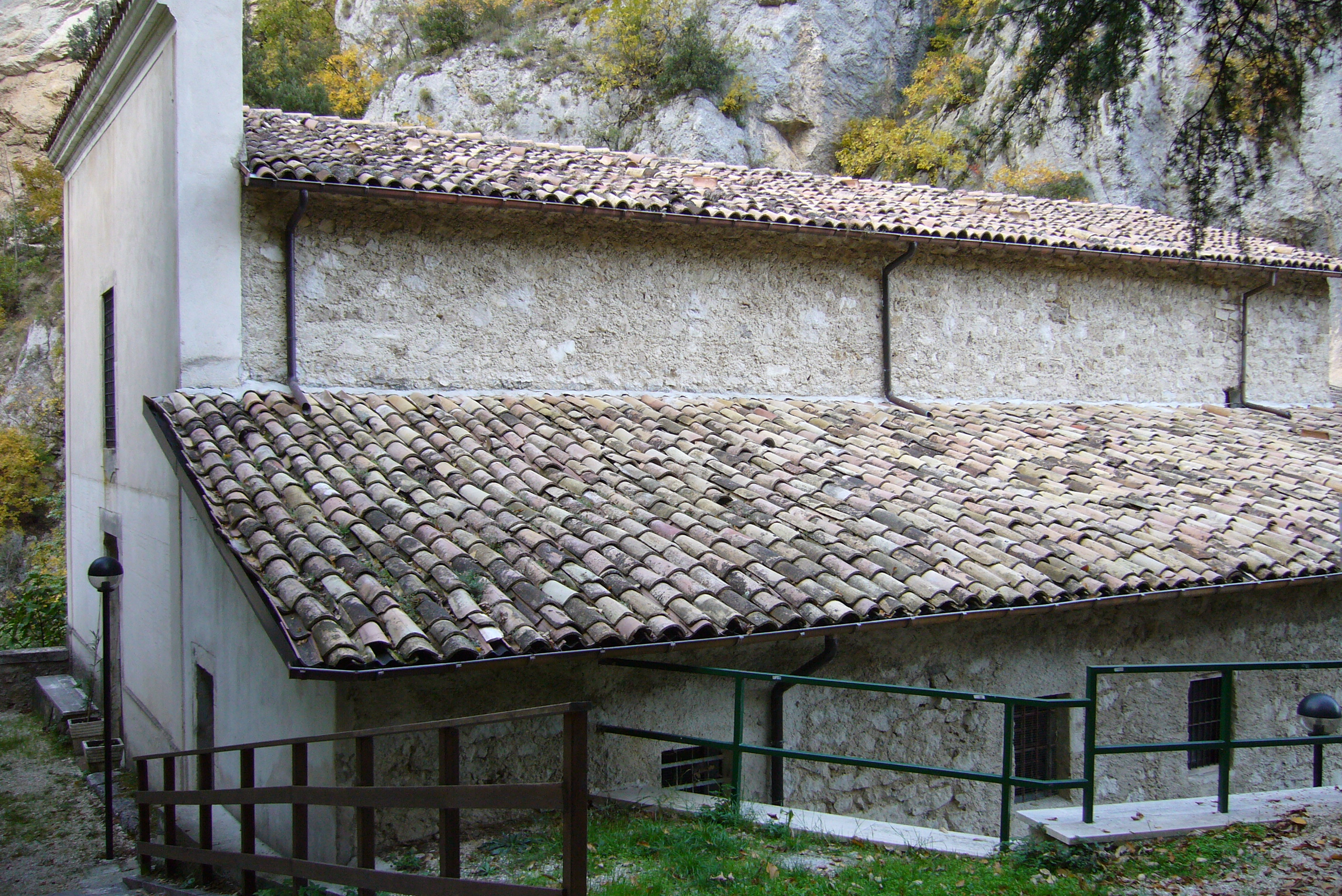
Eremo di San Venanzio

- Eremo di San Venanzio: fu costruito nel XV secolo presso le gole omonime. Fu visitato dal filosofo Benedetto Croce, che vi lasciò alcune osservazioni. L'accesso alla chiesa principale è fornito da un ponte a loggia che sta sopra il fiume. La struttura esterna della chiesa è molto semplice, a capanna. L'interno rettangolare ha navata unica con volta a botte. Due altari laterali ospitano le statue di San Giovanni Battista e San Pietro Celestino. L'altare centrale e il leggio in pietra sono opere dello scultore raianese Diego Mostacci. In un corridoio si va alla via delle celle degli eremiti, e alla scala Santa, scavata nella roccia.
- Chiesa parrocchiale di Santa Maria Maggiore: situata in Piazza Umberto Postiglione, fu costruita nel XV secolo, consacrata nel 1470 e ricostruita in forme barocche dopo il terremoto della Maiella del 1706. La facciata monumentale è suddivisa da paraste verticali e da cornicioni. Il campanile a torre è l'elemento medievale conservatosi. L'interno è a tre navate con volte piatte, tagliate da un transetto suddiviso a due cappelle. Il presbiterio termina a forma poligonale. Il primo altare della navata sinistra ha una statua di San Sebastiano, il secondo quella di San Rocco, il terzo il quadro della Sacra Famiglia di Domenico Mazzullo. Nel quarto altare c'è la prestigiosa e pregevole statua settecentesca del Santo Patrono San Venanzio Martire. Il fastoso altare è del 1797, con tela di Vincenzo Conti; il coro è intagliati intagliato in noce del maestro Bencivenga. Molti sono i reperti della chiesa antica distrutta dal terremoto prima della costruzione barocca, come la statua della Madonna col Bambino e la tela seicentesca di San Biagio.
- Chiesa della Madonna delle Grazie: chiesetta del XII secolo, appena fuori dal centro, con facciata quattrocentesca in stile rinascimentale. La chiesa ha pianta a croce greca, con apertura di bracci triangolari. Un'iscrizione interessante mostra l'avvento di un'eclissi solare del 9 aprile 1567.

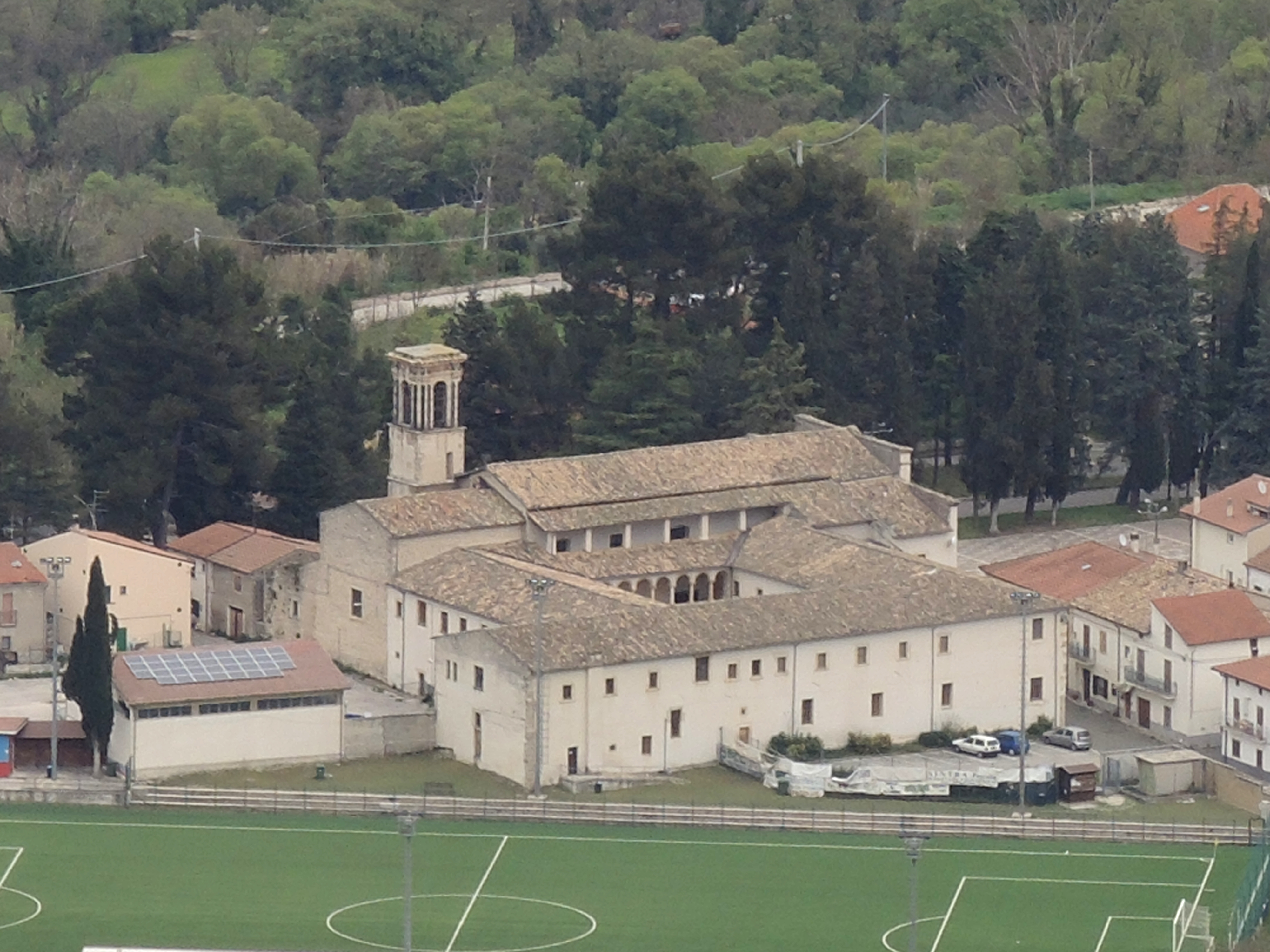
Chiesa di Sant'Onofrio e Convento degli Zoccolanti, sede del Comune di Raiano

- Chiesa di Sant'Andrea - convento dei Padri Zoccolanti: fondato nel 1642, composto da 21 celle, una libreria e un ospedaletto. L'interno ha forma ad aula come l'eremo di Sant'Onofrio al Morrone di Sulmona, con due cappelle sul lato sinistro. Le colonne inquadrano la pala centrale di Sant'Andrea, Santa Chiara e San Francesco sotto la Madonna degli Angeli. Altri quadri raffigurano Santa Barbara e Santa Apollonia. Il ciborio è a tempietto, intagliato in ebano e intarsiato di avorio. Presso il transetto delle nicchie sostengono la trabeazione della cupola a cipolla.

### Architetture civili
- Torre dell'Orologio: è l'unico elemento superstite del vecchio castello del IX secolo. La torre ha pianta cilindrica con base a scarpa. Su ambedue i fuochi estremi ha i due cerchi dell'orologio che corona la cresta. Sulla cima ci sono due campane per l'orario.
- Palazzo Lepore: struttura settecentesca in stile rococò.
- Palazzo Muzi: struttura neoclassica in piazza Postiglione.

### Riserva naturale Gole di San Venanzio

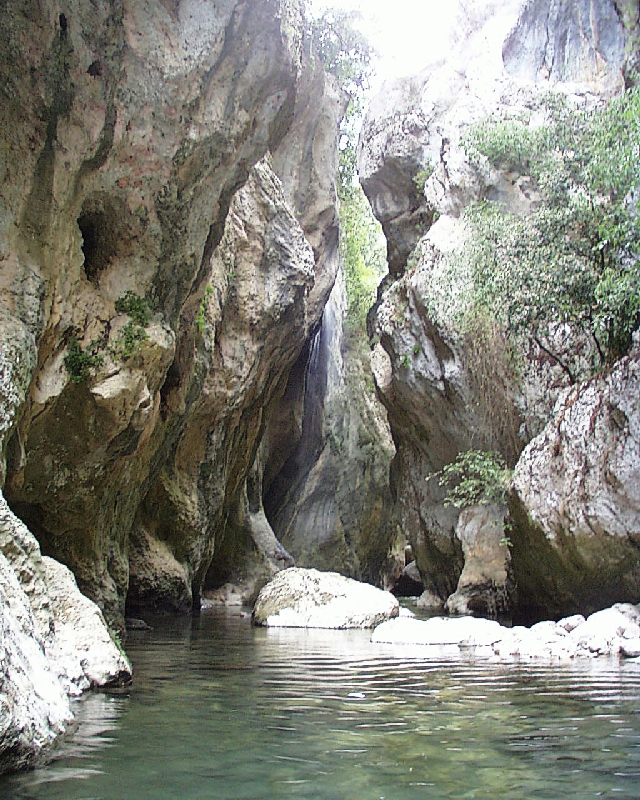
Fiume Aterno tra le gole di San Venanzio

Attraversate dal fiume Aterno, le gole sono un corridoio ecologico tra il parco nazionale della Maiella e il parco naturale regionale Sirente-Velino. Tra i luoghi d'interesse ci sono l'eremo di San Venanzio e la lapide di Umberto Postiglione.

## Società

### Evoluzione demografica
Abitanti censiti

### Turismo
Il paese è un centro termale attrezzato.

## Infrastrutture e trasporti

### Strade
Il paese è attraversato dalla strada statale 5 Via Tiburtina Valeria, che rappresenta il collegamento principale con L'Aquila, e da una sua breve diramazione, la SS 5 dir, che collega il paese al confinante comune di Pratola Peligna e al casello autostradale dell'autostrada A25 che rappresenta il principale collegamento con Pescara, Avezzano e Roma. È attraversato inoltre dalle strada provinciali n. 10 "Peligna" e n. 9 "Marsicana".

### Ferrovie
Il paese è attraversato dalla ferrovia Terni-Sulmona, linea secondaria a binario unico e trazione diesel, che lo serve con la stazione di Raiano, posta a circa 700 m dalla piazza principale.

## Amministrazione
| Periodo          | Periodo          | Primo cittadino   | Partito                                          | Carica     | Note                |
| ---------------- | ---------------- | ----------------- | ------------------------------------------------ | ---------- | ------------------- |
| 6 giugno 1993    | 27 aprile 1997   | Giuseppe Pipponzi | PPI Lista Civica                                 | Sindaco    | [ 8 ]               |
| 28 aprile 1997   | 15 febbraio 2004 | Enio Mastrangioli | PDS Lista Civica di Centro-sinistra              | Sindaco    | [ 9 ] [ 10 ] [ 11 ] |
| 16 febbraio 2004 | 13 giugno 2004   | Panfilo Serafini  | DL-La Margherita Lista Civica di Centro-sinistra | Prosindaco | [ 12 ]              |
| 14 giugno 2004   | 29 marzo 2010    | Enio Mastrangioli | PDS PD Lista Civica di Centro-sinistra           | Sindaco    | [ 13 ]              |
| 30 marzo 2010    | in carica        | Marco Moca        | Lista Civica                                     | Sindaco    | [ 1 ] [ 14 ]        |

### Gemellaggi
- Montebello di Bertona

## Sport
Esisteva la società di calcio A.S.D. G.S. Raiano 1968, che storicamente ha disputato campionati regionali. La società è stata sciolta nel 2020 e fusa con la Virtus Pratola.

## Cultura
Dal 2019, nel periodo primaverile, all'interno del progetto del Parco Letterario Crociano, si svolge il Premio "Benedetto Croce - L'uomo", dedicato a tematiche che hanno coinvolto il pensiero del filosofo, ma desunte da situazioni e contesti della sua vita privata, e che vede la partecipazione degli studenti di tutti i Licei abruzzesi. Come suo "spin-off", nel 2021 è nato il Festival della Filosofia, che si tiene tra la fine di Agosto e l'inizio di Settembre. Esso richiama la partecipazione di vari esponenti culturali e accademici di varie parti d'Italia, discutendo classiche tematiche, ma allargate all'Attualità. Dal 2024 si è costituito ufficialmente il Circolo Culturale Crociano, che patrocina tutte queste iniziative. 
Presidente attuale, 2024- oggi: Prof. Giuliano F. Commito Ph.D